# Zlatna akacija
Zlatna akacija (lat. Acacia pycnantha), vrsta drveta iz porodice mahunarki, autohtono u jugoistočnoj Australiji, ali danas ga se može naći i po Europi, Africi i Aziji.
Obično naraste između 3 i 8 metara visine, a najveća visina zabilježena je u Maroku, gdje je primjerak ovog drveta izrastao na 12 metara visine.
Listovi su zimzeleni, cvjetovi su žute boje, Hermafroditi.
Opsežan sustav korijena ove biljke pomaže u sprječavanju erozije tla; Često se sadi u tu svrhu na pješčanim obalama; Kora je bogata taninom; Na 10% vlazi, kora sadrži 40,8% tanina;
Od cvjetova se dobiva žuta a od njezinih mahuna zelena boja.

## Predatori
Postoji popis od 16 vrsta predatora na ovoj biljci, to su
1. Agrilus hypoleucus
2. Capusa cuculloides
3. Clavaspis subfervens
4. Dromaius novaehollandiae
5. Hypochrysops delicia
6. Hypochrysops ignitus
7. Jalmenus evagoras
8. Jalmenus icilius
9. Jalmenus lithochroa
10. Leipoa ocellata
11. Melanococcus froggatti
12. Nacaduba biocellata
13. Neomorgania eucalypti
14. Nothomyrmecia macrops
15. Theclinesthes miskini
16. Trullifiorinia acaciae

## Vanjske poveznice
|  | Zajednički poslužitelj ima još gradiva o temi Acacia pycnantha |
|  | Wikivrste imaju podatke o taksonu Acacia pycnantha             |